# さだまさし セイ!シュン49.69
『さだまさし セイ!シュン49.69』（さだまさし セイシュン フォーク・ロック）は、文化放送制作で2021年10月1日より2022年3月28日まで放送していた音楽番組。

## 概要
文化放送は2022年3月に開局70周年を迎えるにあたり、『セイ!ヤング』（1981年10月〜1994年3月）をはじめ、数多くの番組のパーソナリティを担当した歌手・シンガーソングライターのさだまさしを『セイ!ヤング21』の終了した2003年3月以来、パーソナリティに起用した音楽番組を18年振りに放送する。番組タイトルは前述の『セイ!ヤング』に加え、この番組とほぼ同時の2021年10月27日に発売された、さだのフォークソング・ロックのカバーアルバム『アオハル49.69（フォーク・ロック）』にちなんだものでもある。
番組のコンセプトは「時代を超えた本当にいいものを通して、今と未来に通じる価値を再発見しよう」。戦後の日本の邦楽の中から珠玉の1曲だけを毎回取り上げ、その曲について回顧するのではなく、現代や未来の音楽シーンを見据え、さだの視点から様々なエピソードや時代背景などを語ってもらう内容となっている。（文化放送にて）2021年11月12日放送の加山雄三のように、突発的なゲスト出演もある。アシスタントは元・文化放送アナウンサーの寺島尚正。寺島とさだは毎年、大晦日に放送する特番『さだまさしカウントダウンスペシャル』で共演している。
番組終了後の2022年4月6日に東京国際フォーラム（ホールA）にて、当番組と『武田鉄矢・今朝の三枚おろし』が合同で企画した『文化放送開局70周年記念 海援隊・南こうせつ・さだまさし・グレープ セイ!シュンコンサート』が行われた。

## ネット局
| 放送対象地域 | 放送局               | 放送時間           | 時差    | 備考 |
| ------------ | -------------------- | ------------------ | ------- | --- |
| 関東広域圏   | 文化放送（QR）       | 金曜 20:30 - 21:00 | 制作局  | 第1期最終回分は2022年プロ野球パ・リーグ開幕戦埼玉西武ライオンズ対オリックス・バファローズ実況中継のため、同年3月28日 17:15 - 17:45に振替移動して放送された。 |
| 長野県       | 信越放送（SBC）      | 土曜 19:30 - 20:00 | 1日遅れ | |
| 中京広域圏   | 東海ラジオ放送（SF） | 土曜 20:30 - 21:00 | 1日遅れ | |
| 北海道       | 北海道放送（HBC）    | 日曜 1:30 - 2:00   | 2日遅れ | 土曜深夜 |
| 長崎県       | 長崎放送（NBC）      | 月曜 20:50 - 21:20 | 3日遅れ | さだの出身地。この番組終了後、続けて長崎放送製作・『佐田玲子のレイコランドカフェ』が生放送されている。                                                       |
| 佐賀県       | NBCラジオ佐賀        | 月曜 20:50 - 21:20 | 3日遅れ | さだの出身地。この番組終了後、続けて長崎放送製作・『佐田玲子のレイコランドカフェ』が生放送されている。                                                       |
| 宮崎県       | 宮崎放送（MRT）      | 水曜 21:00 - 21:30 | 5日遅れ | |

## 2022年度以降の放送について
2022年度も本番組の放送を望む声が多かったが、文化放送の2022年度ナイターオフの番組編成記者会見の席上で本番組は出てこなかった。
その理由が数日後さだの所属事務所からの公式発表で明らかになり、同年10月25日（24日深夜）から毎週火曜1時から2時（月曜深夜）に東海ラジオで『1時の鬼の魔酔い』という新番組を始める事が決定した。
そのため、文化放送は同年度の本番組は制作・放送しないという判断を下した。ただし、東京都内での『1時の鬼の魔酔い』の収録では文化放送が制作し、裏送りを行なっていて、関東地区でのさだまさしコンサートや大晦日のカウントダウンライブ（『さだまさしカウントダウンスペシャル』）については引き続き文化放送の主催で継続する。また、2023年4月より、文化放送でも本番組とは制作局が異なるが『1時の鬼の魔酔い』の時差ネットを開始することが決定した。
2023年10月18日・25日には、2週連続で「好きがつながる!」水曜日19時から21時の生放送で、『さだまさし50周年スペシャル企画 さだは文化だ!!さだの50曲!!Special』と題した特別番組が行われた。これはさだのデビュー50周年に寄せて、リスナーや文化放送にゆかりのあるパーソナリティー、アナウンサー、また、さだの50周年記念トリビュートアルバム作品『みんなのさだ』の歌唱や演奏に参加した音楽家等から「私の好きなさだの1曲・思い出の1曲」をテーマにエピソードを募集し、それを基にさだの代表曲50曲を一部フラッシュ（ワンコーラス程度）も交えながら紹介するという内容である。放送日はさだのメジャーデビュー日に合わせる形にした。
コメントゲスト
- 前編：野村邦丸、吉田照美、伊東四朗、立川志の輔、菊池桃子（以上、文化放送の番組パーソナリティー）、寺岡呼人、高橋優（以上、『みんなのさだ』参加歌手）
- 後編：葉加瀬太郎、MOROHA、wacci、上白石萌音、木村カエラ、三浦大知、加山雄三（以上、『みんなのさだ』参加歌手）